# Abana Hisseine
Abana Hisseine (né le 25 juin 1983) est un ancien footballeur professionnel tchadien . Il a disputé 15 sélections avec l' équipe nationale tchadienne de football.

## Carrière
Il a commencé sa carrière au sein du club tchadien Renaissance . Il a ensuite déménagé en France et a joué pour le FC Petit Bard à Montpellier .
Abana a fait sa première apparition pour l'équipe nationale du Tchad le 25 septembre 1997, lors d'un match contre Bahreïn , lors d'un tournoi international de football amical organisé à Tripoli, en Libye,.